# Otakar Šourek
Otakar Šourek (1. října 1883, Praha – 15. února 1956, tamtéž) byl český muzikolog a hudební badatel, sbormistr a klavírista. Je znám především jako znalec, publicista a popularizátor díla Antonína Dvořáka.

## Život
Již od narození měl blízko k hudbě, neboť jeho otec zpíval v pražském Hlaholu, hudbě se později věnoval po celý život, nebyla však jeho hlavní profesí. Po dokončení gymnázia vystudoval stavební inženýrství na pražském Českém vysokém učení technickém a následně pracoval jako úředník, prakticky až do svého odchodu na odpočinek v roce 1939.
Významná je však jeho činnost hudební a především hudebně-publicistická, kterou provozoval vedle svého zaměstnání. Jako hudebník působil v Akademickém orchestru, byl sbormistrem Technického pěveckého sboru a sboru Smetana. Jako hudební publicista se proslavil především svými články v časopisech a novinách Smetana, Samostatnost, Národní obzor, Rozvoj, Lidové noviny, Auftakt, Hudební revue ad. Jeho příspěvky se týkaly zejména Antonína Dvořáka, ale i jiných českých skladatelů. Jeho nejvýznamnějším literárním počinem je čtyřsvazková monografie Život a dílo Antonína Dvořáka. Je také autorem notových edic Dvořákových skladeb. Svým dílem se velmi zasloužil o šíření Dvořákovy slávy v českých zemích i za hranicemi.